# Gonzalagunia affinis
Gonzalagunia affinis är en måreväxtart som beskrevs av Paul Carpenter Standley och Julian Alfred Steyermark. Gonzalagunia affinis ingår i släktet Gonzalagunia och familjen måreväxter. Inga underarter finns listade i Catalogue of Life.